# História do Internet Explorer

Participação histórica de mercado do Internet Explorer, 1995–2024

A Microsoft desenvolveu 11 versões do Internet Explorer para Windows de 1995 a 2013. A Microsoft também desenvolveu o Internet Explorer para Mac, o Internet Explorer para UNIX e o Internet Explorer Mobile respectivamente para Apple Macintosh, Unix e dispositivos móveis ; os dois primeiros foram descontinuados, mas o último roda em Windows CE, Windows Mobile e Windows Phone.

## Origens e Spyglass (1994-1997)
O primeiro Internet Explorer foi derivado do Mosaic desenvolvido pela Spyglass, que foi originalmente derivado da NCSA, mas desde que a NCSA se tornou um órgão público, a Microsoft confiou na Spyglass como seu parceiro de licenciamento comercial. A Spyglass desenvolveu, então, duas versões do navegador Mosaic para entregar à Microsoft, uma construída inteiramente com o código-fonte da NCSA e a outra versão desenvolvida do zero, mas imitando alguns dos conceitos do navegador da NCSA. O Internet Explorer foi originalmente desenvolvido usando a Spyglass, e não o código-fonte da NCSA , com a Microsoft fornecendo financiamento trimestral da Spyglass (bem como da NCSA), além de uma parte da receita da Microsoft com o software.
A Microsoft lançou inicialmente o Internet Explorer 1.0 em agosto de 1995, que veio em duas formas: um complemento do Microsoft Plus! incluído na versão de varejo do Windows 95 e por meio do pacote de software Windows 95! e um lançamento simultâneo por meio do canal OEM do Windows 95. Alguns meses depois, a versão 1.5 foi lançada para o Windows NT, que oferecia suporte básico à renderização de tabelas, um importante padrão inicial da Web. A versão 2.0 foi lançada para o Windows 95 e o Windows NT em novembro de 1995, com suporte a recursos como SSL, cookies, VRML e grupos de notícias da Internet. A versão 2.0 também foi lançada em abril de 1996 para Macintosh e Windows 3.1. A versão 2 também foi incluída no Internet Starter Kit da Microsoft para Windows 95, lançado no primeiro semestre de 1996, cujo preço era de US$ 19,99 e incluía um livro de instruções, 30 dias de acesso à Internet pelo MSN e vários outros recursos.

“O Microsoft Internet Explorer 3.0 acrescenta muitos recursos novos que são excelentes para autores de HTML e demonstra nosso compromisso cada vez maior com os padrões HTML do W3C.”

—Microsoft (1996)

O Internet Explorer 3.0 foi lançado gratuitamente em agosto de 1996, incluído no Windows 95 e também lançado pelo canal OEM correspondente. Posteriormente, a Microsoft não conseguiu mais gerar receita direta com o IE e pagou apenas uma taxa trimestral mínima para a Spyglass, que ameaçou a Microsoft com um contrato em 1997, em resposta ao qual a Microsoft fez um acordo de US$ 8 milhões. A terceira versão incluiu o Internet Mail e o News 1.0, bem como o Catálogo de Endereços do Windows. Além disso, essa versão deu ao navegador uma barra de ferramentas mais parecida com a do Netscape e começou a oferecer suporte à tecnologia de plug-in do Netscape (NPAPI), ActiveX, frames e uma montagem reversa chamada JScript Posteriormente, o Microsoft NetMeeting e o Windows Media Player também foram incluídos no produto, de modo que os programas auxiliares se tornaram menos importantes do que antes. O Cascading Style Sheets (CSS) também foi incluído no Internet Explorer a partir da versão 3.

O navegador foi então modificado e lançado como Internet Explorer. A Microsoft lançou originalmente o Internet Explorer 1.0 em agosto de 1995 em dois pacotes: no varejo no Microsoft Plus! complemento para Windows 95 e por meio da versão OEM simultânea do Windows 95. A versão 1.5 foi lançada vários meses depois para Windows NT, com suporte para renderização básica de tabelas, um importante padrão inicial da web. A versão 2.0 foi lançada para Windows 95 e Windows NT em novembro de 1995, apresentando suporte para SSL, cookies, VRML e grupos de notícias da Internet. A versão 2.0 também foi lançada para Macintosh e Windows 3.1 em abril de 1996. A versão 2 também foi incluída no Internet Starter Kit da Microsoft para Windows 95 no início de 1996, que foi vendido por US$ 19,99 (~$ 39.00 em 2023 ) e incluía um livro de instruções e 30 dias de acesso à Internet no MSN, entre outros recursos. 

## As guerras dos navegadores (1997–2001)
A versão 4, lançada em setembro de 1997, foi fornecida com o Windows 95 OSR (OEM Service Release) 2.5 e a versão beta mais recente do Windows 98 e foi modificada para se integrar mais estreitamente ao Microsoft Windows. Incluía uma opção para ativar o " Active Desktop ", que exibia o conteúdo da World Wide Web na própria área de trabalho e era atualizado automaticamente conforme o conteúdo era alterado. O usuário também pode selecionar outras páginas para uso como Active Desktops. Também foi introduzida a tecnologia " Active Channel " para obter automaticamente atualizações de informações dos sites. A tecnologia foi baseada em um padrão XML conhecido como Channel Definition Format (CDF), que é anterior aos formatos de distribuição da web usados atualmente, como RSS . Esta versão foi projetada para funcionar em Windows 95, Windows 98 e Windows NT e pode ser baixada da Internet gratuitamente. Suportava HTML dinâmico (DHTML). O Outlook Express 4.0 também veio integrado ao navegador e substituiu o antigo produto Microsoft Internet Mail & News lançado com versões anteriores. A versão 5 foi lançada em março de 1999, após o lançamento das versões beta do Internet Explorer 5.0 pela Microsoft no final de 1998. Texto bidirecional, texto Ruby e suporte direto a XML / XSLT foram incluídos nesta versão, juntamente com suporte aprimorado para CSS Nível 1 e 2. O lançamento real do Internet Explorer 5 aconteceu em três etapas. Primeiramente, uma prévia do desenvolvedor foi lançada em junho de 1998 (5.0B1) e, em seguida, uma prévia pública foi lançada em novembro de 1998 (5.0B2). Então, em março de 1999, a versão final foi lançada (5.0). Em setembro foi lançado com Windows 98. A versão 5.0 foi a última a ser lançada para Windows 3.1x ou Windows NT 3.x. O Internet Explorer 5.5 foi lançado posteriormente para Windows Me em julho de 2000 e incluiu muitas correções de bugs e patches de segurança. A versão 5.5 foi a última a contar com o Modo de Compatibilidade, que permitiu que o Internet Explorer 4  fosse executado lado a lado com o 5.x.   Com o IE6, havia um modo peculiar que poderia ser acionado para fazê-lo se comportar como o IE5.5  A versão 6 foi lançada com o Windows XP em 27 de agosto de 2001. Concentrou-se principalmente nos recursos de privacidade e segurança, uma vez que se tornaram prioridades dos clientes. A Microsoft implementou ferramentas que suportam P3P, uma tecnologia em desenvolvimento pelo W3C .

### Estados Unidos x Microsoft
Em uma ação judicial iniciada pelo Departamento de Justiça dos EUA e 20 estados dos EUA, a Microsoft foi processada por violar um decreto de consentimento anterior ao agregar o Internet Explorer com o software do sistema operacional. O DOJ admitiu evidências de que o contrato da Microsoft com os fabricantes de computadores OEM exigia que o Internet Explorer fosse incluído no sistema operacional Microsoft Windows pré-instalado nos sistemas vendidos e também não permitia que os fabricantes colocassem ícones de outros navegadores da Web na área de trabalho padrão no lugar do Internet Explorer. A Microsoft argumentou que incluir seu próprio navegador da Web em seu próprio sistema operacional era uma tentativa de satisfazer os usuários.
A Microsoft argumentou no tribunal que o IE foi incluído no Windows 98, que não poderia ser usado adequadamente sem o software. O cientista da computação australiano Shane Brooks, por outro lado, provou posteriormente que o Windows 98 era totalmente funcional após a remoção de todos os arquivos do IE. Posteriormente, Brooks desenvolveu um software projetado especificamente para personalizar o Windows removendo “componentes desnecessários”, chamado LitePC. A Microsoft, por sua vez, afirmou que o software não removeu “todos” os componentes do Internet Explorer, pois muitos arquivos de biblioteca de links dinâmicos permaneceram.
Em 3 de abril de 2000, o juiz Thomas Penfield Jackson anunciou “evidências factuais” de que a Microsoft havia abusado de seu monopólio ao tentar “dissuadir a Netscape de desenvolver o Navigator como uma plataforma para desenvolvimento” e ‘reteve informações técnicas importantes’, além de tentar ‘oferecer o Internet Explorer para obter melhor distribuição do uso do navegador da Web’ e ‘excluir a Netscape de importantes canais de distribuição’.  reduzindo a participação de mercado da Netscape.

## Vulnerabilidades e riscos de segurança (2001-2006)
Em 7 de maio de 2003, o gerente de projeto do Internet Explorer, Brian Countryman, anunciou que o Internet Explorer não seria mais fornecido com o sistema operacional e que o IE 6 seria a última versão a ser lançada independentemente. No entanto, ele ainda faz parte da evolução do sistema operacional e será atualizado à medida que o sistema operacional for atualizado. Como resultado, o Internet Explorer e o Windows manterão uma relação de atualização próxima e sincronizada. No entanto, uma nova versão autônoma do IE 7 foi lançada após seu anúncio.